# Famille Vecchietti
 (décembre 2018).
Si vous disposez d'ouvrages ou d'articles de référence ou si vous connaissez des sites web de qualité traitant du thème abordé ici, merci de compléter l'article en donnant les références utiles à sa vérifiabilité et en les liant à la section « Notes et références ».
La famille Vecchietti est l'une des plus anciennes familles nobles de Florence, particulièrement influente au Moyen Âge. Elle est notamment mentionnée par le poète Dante Alighieri (Paradiso XV, 115-117).

## Historique
Signalés au moins depuis le XIIe siècle, les Vecchietti faisaient partie des familles de la faction guelfes (partisans de l'empereur). Défaits à la bataille de Montaperti, leurs maisons sont incendiées par les gibelins victorieux. Ils tiendront leur revanche après la bataille de Bénévent (1266).
Les possessions des Vecchietti à Florence étaient situées entre le Mercato Vecchio et le palais Strozzi : le palais Vecchietti, qui date du XVIe siècle, subsiste aujourd'hui, tout comme le nom de la via dei Vecchietti, mais d'autres témoins de leur ancienne influence existaient avant le Risanamento de Florence, au XIXe siècle, comme la plaza dei Vecchietti, la volta dei Vecchietti et l'église San Donato dei Vecchietti.
Les Vecchietti donnèrent plusieurs gonfalonniers de justice, prieurs, commandants et ambassadeurs à la république florentine. Marsilio Vecchietti, fils de Vanni, était un célèbre capitaine du XIVe siècle, renommé pour ses voyages en Orient et les mésaventures qu'il y connut (enlèvement, rachat par son frère...).

Au XVIe siècle un autre Marsilio Vecchietti fut l'un des fidèles conseillers des grands-ducs Médicis, ainsi qu'un proche du cardinal Ugo Boncompagni. Celui-ci, devenu pape sous le nom de Grégoire XIII, a dédié à son ami l'expression, « Ecce vir in quo dolus non est » (« Voici un homme en qui il n'y a nulle tromperie »).

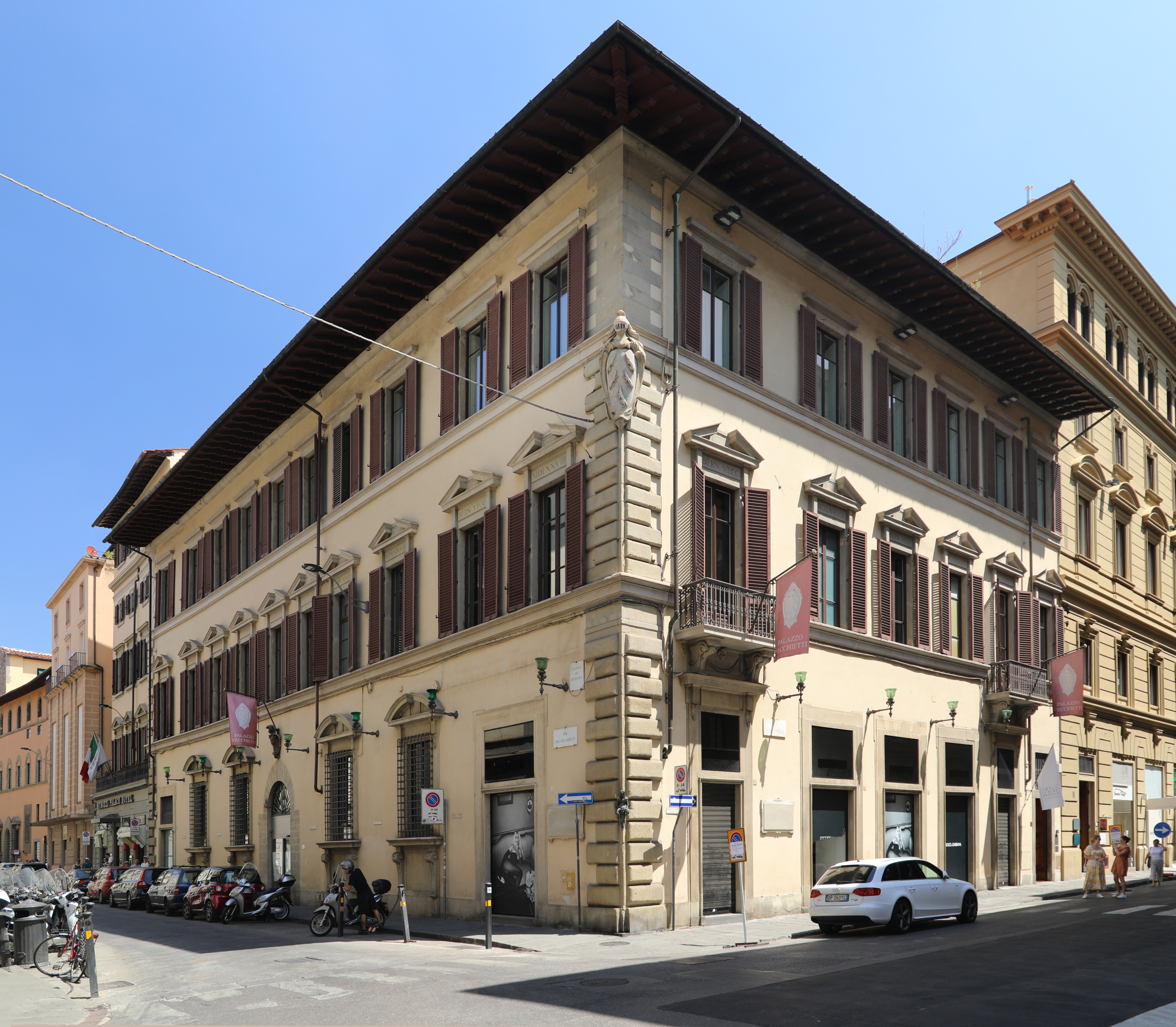
Palazzo Vecchietti

En 1578, Bernardo Vecchietti, propriétaire du palais, fut le premier protecteur à Florence de Jean Bologne, jeune sculpteur flamand alors peu connu. Il lui a confie le projet de moderniser le palais familial et, en reconnaissance pour le travail du sculpteur, lui commande après 1562 le célèbre Diavolino, un bronze représentant un satyre (peut-être existait-il à l'origine un second exemplaire), aujourd'hui conservé au musée Bardini. Une plaque sur le palais Vecchietti rappelle aussi le mécénat de Vecchietti ayant permis à l'artiste d'acquérir la renommée qui fut la sienne dans la seconde moitié du siècle. L'influence du sculpteur sera en effet durable sur l'école florentine.

## Armoiries

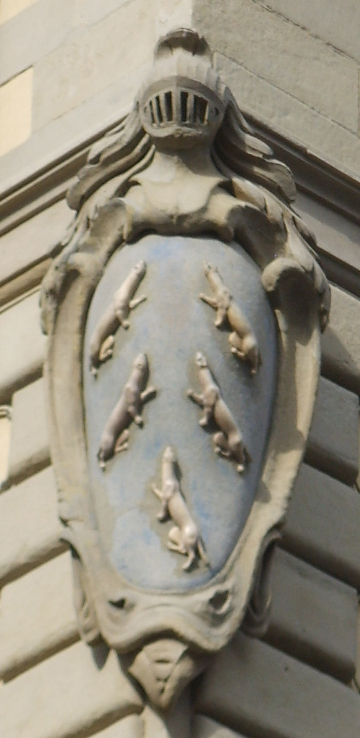
Florence, armoiries du Palazzo Vecchietti.

Les armes du Vecchietti montrent cinq hermines sur un champ d'azur. L'hermine, avec son poil blanc, est un symbole de pureté et d'incorruptibilité, car on pensait que la gueule de la tanière étant assez boueuse, l'animal refusait de se réfugier pour ne pas salir la fourrure blanche.
La devise de la famille « Candidior animus » fait probablement allusion à la fois à l'hermine et au patronyme : « l'âme est plus franche », ce qui vaut tant pour l'animal que pour le vieillard (vecchi) à la tête blanchie.